# Florence Wallace Pomeroy, viscountessa Harberton
Florence Wallace Pomeroy, viscountessa Harberton, född 14 juni 1843, död 30 april 1911, var en brittisk designer och kvinnorättsaktivist. Hon var känd för sitt deltagande i dräktreformrörelsen. Hon grundade Rational Dress Society i London 1881.